# Jan Korte

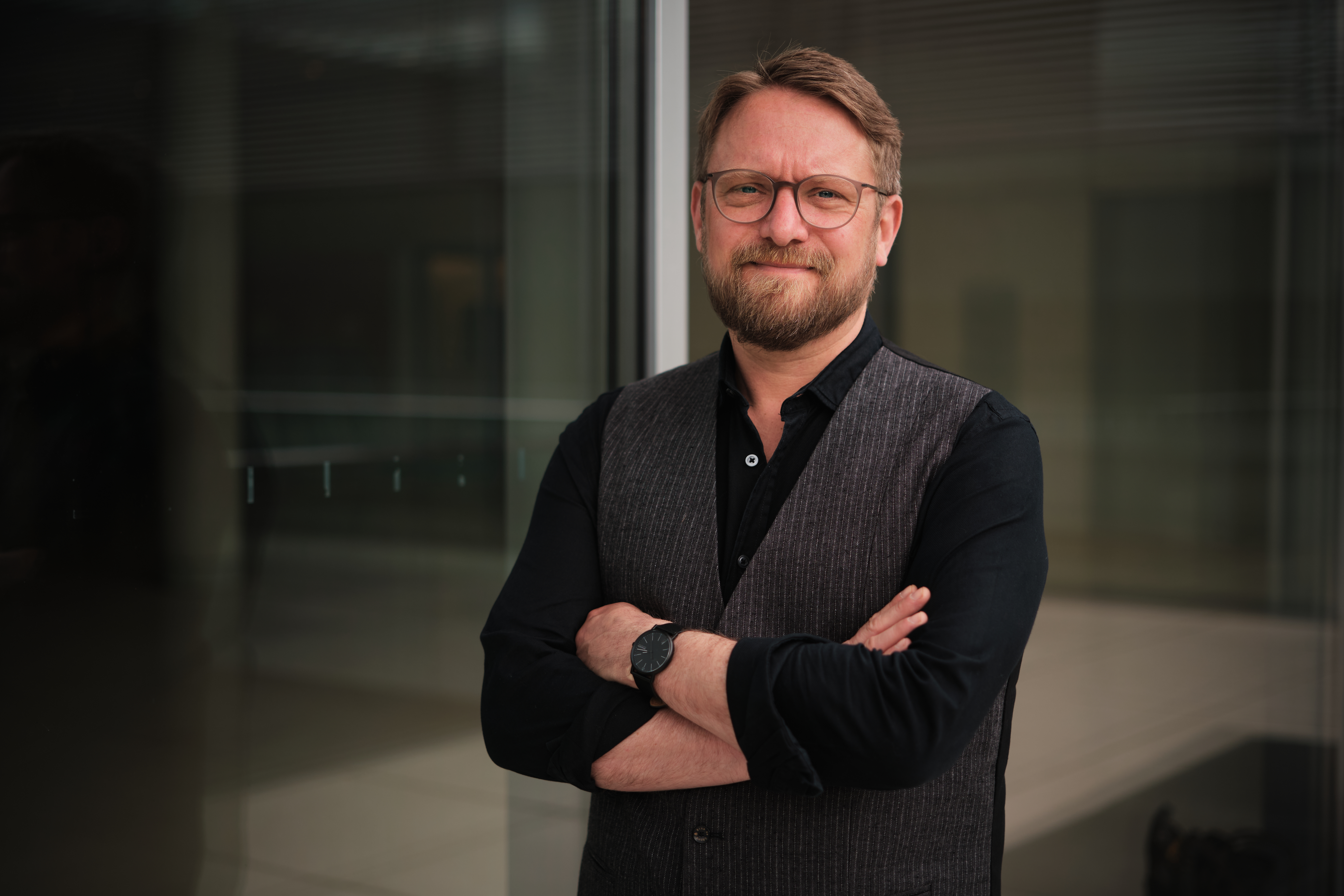
Jan Korte (2023)

Jan Korte (* 5. April 1977 in Osnabrück) ist ein deutscher Politiker (Die Linke). Von 2005 bis 2025 war er Mitglied des Deutschen Bundestages, wobei er von 2017 bis zu deren Auflösung 2023 zusätzlich Erster Parlamentarischer Geschäftsführer seiner Fraktion war.

## Leben und Beruf
Nach dem Abitur 1997 am Gymnasium Oesede in Georgsmarienhütte leistete Korte zunächst den Zivildienst ab und begann 1999 ein Studium der Politikwissenschaft, Soziologie und Geschichte an der Universität Hannover, das er 2005 als Magister Artium (M.A.) beendete. Jan Korte ist verheiratet und hat zwei Kinder.

## Partei
Korte wurde bereits als Schüler Mitglied bei Bündnis 90/Die Grünen, die er aber 1999 aus Protest gegen die Zustimmung der Partei zum NATO-Einsatz gegen das damalige Rest-Jugoslawien verließ. Noch im selben Jahr trat er in die PDS ein. Korte war von 2004 bis 2007 Vorsitzender des PDS-Kreisverbandes Hannover. Von November 2004 bis Juni 2007 gehörte er dem PDS-Bundesvorstand an. Seit der Fusion mit der WASG im Juni 2007 gehört er dem Bundesvorstand der Partei Die Linke an und wurde auf dem Cottbuser Parteitag am 24. und 25. Mai 2008 in den Bundesvorstand gewählt. Seit 2014 ist Korte Mitglied des Vorstands der Rosa-Luxemburg-Stiftung.

## Abgeordneter

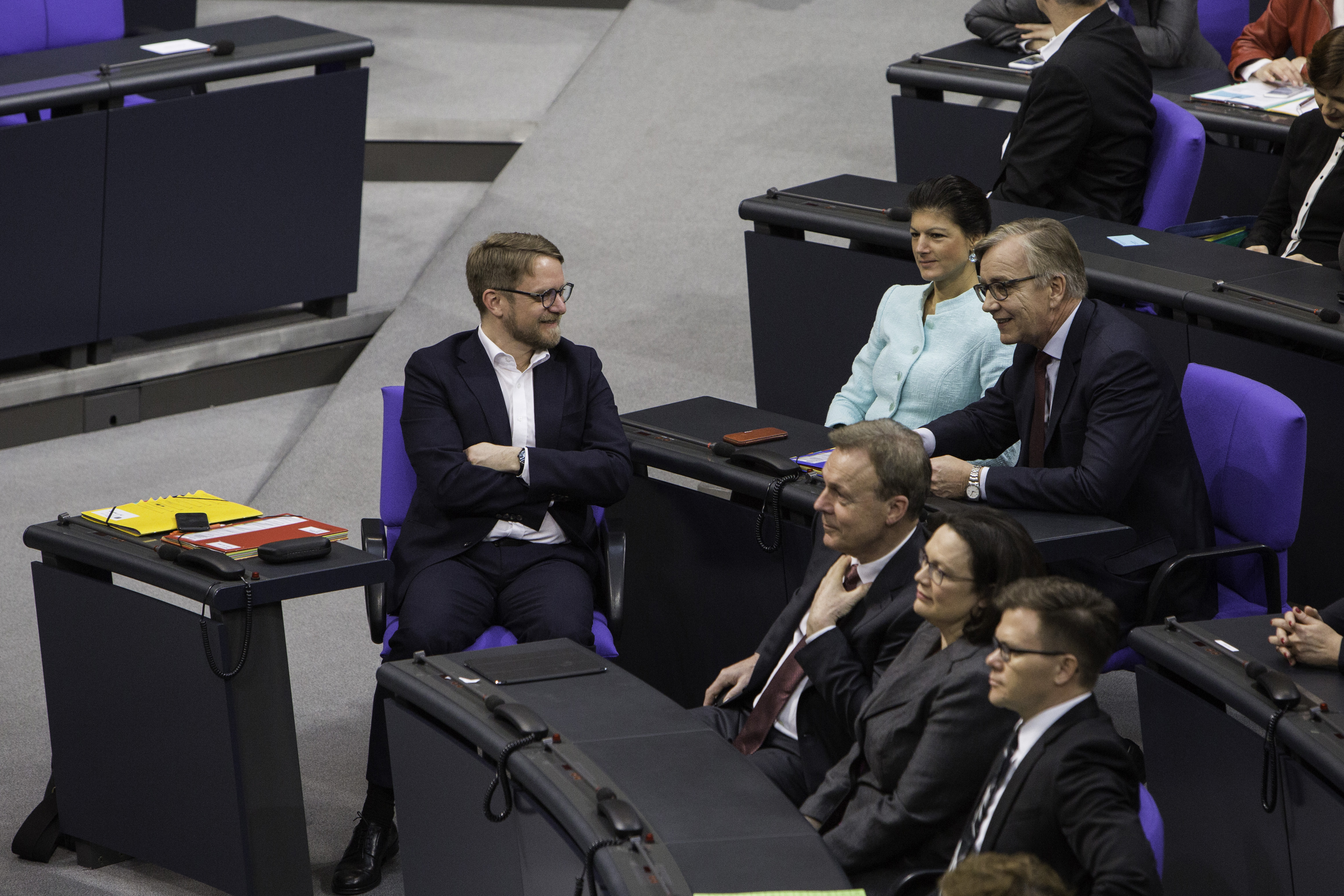
Jan Korte im Plenum des Deutschen Bundestages zusammen mit Dietmar Bartsch und Sahra Wagenknecht

Korte war von 1996 bis 1999 Fraktionsvorsitzender der Grünen im Rat der Stadt Georgsmarienhütte. Seit 2005 ist Jan Korte Mitglied des Deutschen Bundestages. Bei der Bundestagswahl 2009 am 27. September 2009 gewann er einmalig das Direktmandat im Bundestagswahlkreis Anhalt mit 325 Stimmen Vorsprung vor dem CDU-Bewerber Kees de Vries. Korte war ordentliches Mitglied des Innenausschusses und stellvertretendes Mitglied des Rechtsausschusses und des Ausschusses für Bildung, Forschung und Technikfolgenabschätzung und Mitglied des Bundestags-Innenausschusses.
Im Januar 2012 wurde bekannt, dass Jan Korte als einer von 27 Bundestagsabgeordneten der Linken unter Beobachtung durch das Bundesamt für Verfassungsschutz stand, was von Politikern aller Fraktionen kritisiert wurde. (Siehe auch: Beobachtung der Partei Die Linke durch den Verfassungsschutz).
Bei der Bundestagswahl 2013 zog er über die Landesliste in den 18. Deutschen Bundestag ein und wurde zum Arbeitskreisleiter und stellvertretenden Fraktionsvorsitzenden gewählt, von November 2015 bis zur Bundestagswahl 2017 war er Stellvertreter der Fraktionsvorsitzenden Dietmar Bartsch und Sahra Wagenknecht.
Bei der Bundestagswahl 2017 zog er erneut über die Landesliste in den Bundestag ein und wurde im Oktober 2017 erster Parlamentarischer Geschäftsführer der damaligen Linksfraktion. Im 19. Deutschen Bundestag war Korte Obmann des Ausschusses für Wahlprüfung, Immunität und Geschäftsordnung. Zudem gehörte er als ordentliches Mitglied dem Ältestenrat und als stellvertretendes Mitglied dem Wahlprüfungsausschuss an. Bis März 2021 war er ordentliches Mitglied im Vermittlungsausschuss.
Bei der Bundestagswahl 2021 wurde er erneut über die Landesliste wiedergewählt und in seinem Amt als erster Parlamentarischer Geschäftsführer bestätigt. 2023 kündigte er an, sich aus überwiegend persönlichen Gründen von dieser Position zurückzuziehen. Sein Amt verlor er jedoch bereits mit Auflösung der Bundestagsfraktion der Linken am 6. Dezember 2023.
Zur Bundestagswahl 2025 trat Korte nicht erneut an.

## Politische Positionen
Jan Korte gehört dem reformorientierten Forum Demokratischer Sozialismus an. Er ist Datenschutzbeauftragter der Fraktion. Korte ist Innenpolitiker. Seine Schwerpunkte liegen im Bereich des Datenschutzes, der Sicherheitspolitik und der Bürgerrechte. Korte gehörte zu den schärfsten Kritikern der Innenpolitik Wolfgang Schäubles in der Großen Koalition. Des Weiteren engagiert er sich im Bereich Geschichtspolitik und für die Rehabilitierung der in der Zeit des Kalten Krieges verfolgten Linken (siehe KPD-Verbot) sowie für die Rehabilitierung aller NS-Justizopfer.
Korte ist offizieller Unterstützer der überwachungskritischen Datenschutzdemonstration Freiheit statt Angst.

## Schriften
- Instrument Antikommunismus: Der Sonderfall Bundesrepublik. Dietz, Berlin 2009, ISBN 978-3-320-02173-3.
- Geh doch rüber. Feinste Beobachtungen aus Ost und West. Neues Deutschland, Berlin 2013, ISBN 978-3-939440-10-9.
- Die Verantwortung der Linken. Verbrecher Verlag, Berlin 2020, ISBN 978-3-95732-428-3.